# Cinco Chagas
A Cinco Chagas foi uma nau portuguesa que foi afundada durante a Acção do Faial em 22-23 de junho de 1594 durante a Guerra anglo-espanhola. Quando foi afundado, a carraca teria duas mil toneladas de tesouro.